# Michael Toon
Michael Toon (født 11. april 1979 i Brisbane) er en australsk tidligere roer.
Toon, som var styrmand, var med til at vinde VM-bronzemedalje i toer med styrmand ved VM 2002 i Sevilla.
Han deltog ved OL 2004 i Athen som styrmand i den australske otter, der blev roet af Stefan Szczurowski, Stuart Welch, James Stewart, Geoff Stewart, Bo Hanson, Mike McKay, Stuart Reside og Stephen Stewart. Australierne vandt deres indledende heat i olympisk rekordtid, en tid der dog kort efter blev slået af amerikanerne. I finalen vandt australierne bronze efter USA, der vandt guld, og Holland, der tog sølvmedaljerne.

## OL-medaljer
- 2004:  Bronze i otter